# Surâsul unei nopți de vară
Surîsul unei nopți de vară este un film de Ingmar Bergman, lansat în 1955.

## Premii
- Premiul pentru umor poetic, Festivalul Internațional de Film de la Cannes, 1956
- BAFTA, 1957 (trei nominalizări)

## Sinopsis
- Patru cupluri se înfruntă într-un joc delicat și crud ce se desfășoară într-una din acele nopți de vară cînd totul devine posibil. Un fel de Regula jocului suedez. (Jacques Doniol-Valcroze) (Cinema… un secol și ceva, 2002)
- Un arabesc pe o temă esențialmente tragică, cea a neîndestulării omului, ilustrînd totodată cu mult umor că viața atinge absolutul doar în dorința trupului și în singurătatea sufletului. (Rune Waldekranz) (Cinema… un secol și ceva, 2002)
- Exemplar pentru vasalitatea față de teatru, Surîsul unei nopți de vară (1955) cumulează la nivelul dramaturgiei influențe, depistate de exegeți, alăturînd pe Feydeau lui Marivaux și Beaumarchais, pe Strindberg lui Shakespeare. Acțiunea este structurată în trei timpi dramatici, formînd trei acte, în respectul celor trei unități clasice. Regia are în vedere în mult mai mare măsură mișcarea actorilor decît cea a aparatului de filmat. Această marcată prezență a omului de teatru într-o operă cinematografică a fost însă departe de a-i aduce prejudicii. Revelație a Festivalului de la Cannes din 1956, filmul i-a adus lui Bergman consacrarea internațională – tîrzie (la cel de-al 16-lea film al său), dar senzațională. (Andreia Mihăilă) (Almanah Cinema 1985)

## Distribuție
- Ulla Jacobsson: Anne Egerman
- Eva Dahlbeck: Desiree Armfeldt
- Gunnar Björnstrand: Frederik Egerman
- Harriet Andersson: Petra
- Margit Carlqvist: Contesa Charlotte Malcolm
- Jarl Kulle: Contele Carl Malcolm
- Björn Bjelfvenstam: Henrik Egerman
- Nairna Wilfstrand: Doamna Armfeldt
- Åke Fridell: Frid
- Gull Natorp: Malla
- Jullan Kindahl: Beata